# Гималайский улар
Гималайский улар, или тёмнобрюхий улар, или гималайская горная индейка (лат. Tetraogallus himalayensis) — птица рода улары семейства фазановые из отряда курообразные.

## Описание

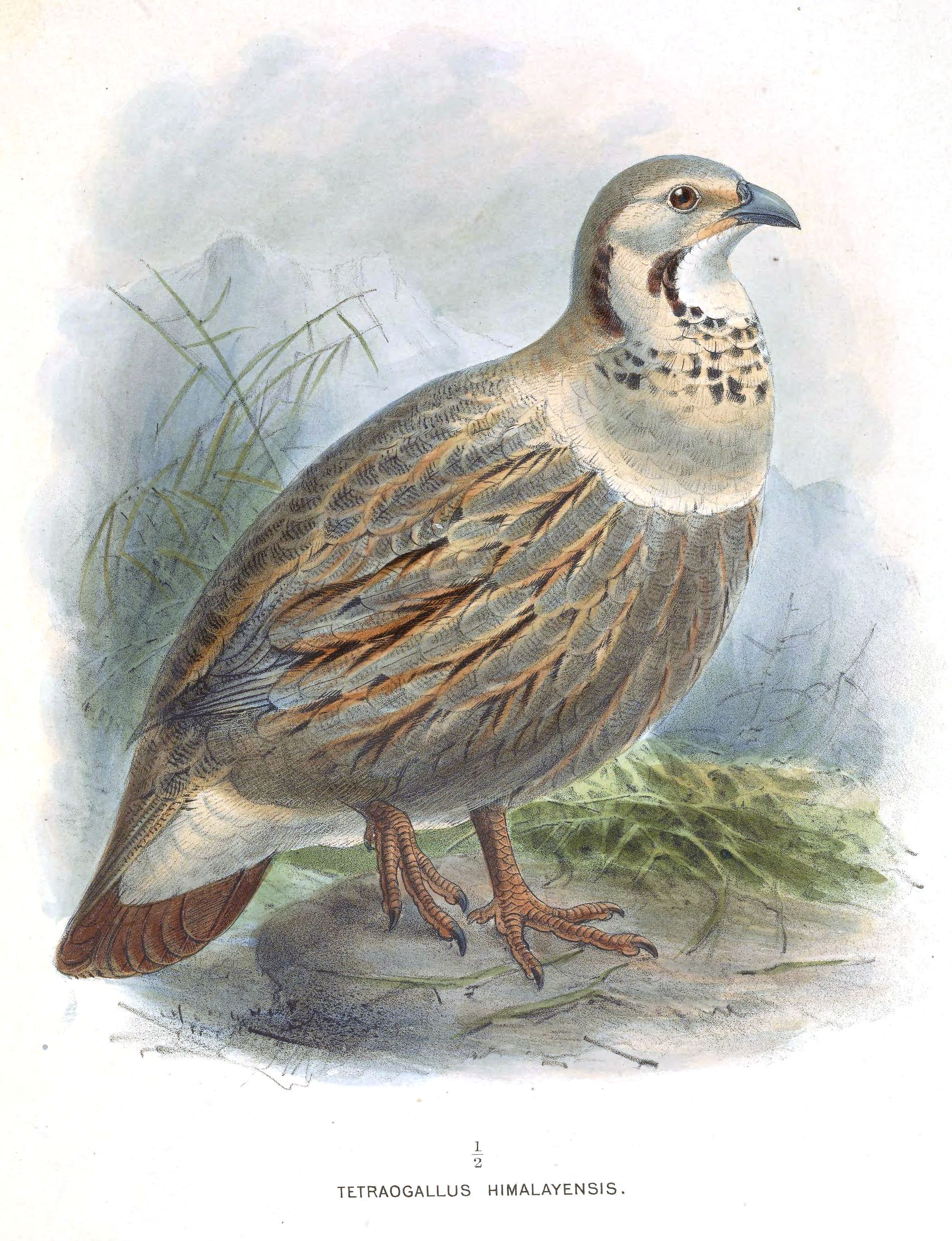
Иллюстрация Кёлеманса, 1891

Масса самца около 3 кг. Длина 50-55 см. Крупная, размерами несколько меньше индейки, горная куриная птица, ведущая исключительно наземный образ жизни. Самцы и самки окрашены почти одинаково — серовато-голубоватые сверху, с тёмным брюхом и светлыми в чёрных пестринах и полосах грудью, передней частью шеи, горлом и боками головы. Половой диморфизм проявляется в основном в размерах — самка заметно меньше самца.
Обладают хорошим зрением и слухом, что помогает им избегать опасности. У взрослых птиц верх тела - спина, надхвостье, верхние кроющие хвоста и крыла - серые с мелким струйчатым рисунком. Голова пепельно-серая, горло и бока шеи белые, окаймленные коричнево-рыжей полосой. Зоб сливочного оттенка, с поперечными черными пятнами. Между зобом и брюхом проходит широкая одноцветная сливочная полоса. Брюхо темно-серое, значительно темнее спины, с мелким струйчатым рисунком. На боках удлиненные перья, с широкими черными и рыжими перьями. Первостепенные маховые белые с темно-серыми вершинами перьев, второстепенные маховые серые, на наружных опахалах со струйчатым рисунком и черной предвершинной полосой. Клюв роговой, ноги красноватые, радужина бурая. Голое пятно за глазом желтое. Самка отличается от самца меньшими размерами и отсутствием шпор. У молодых птиц верхняя сторона тела в темно-бурых и охристых пестринах, которые на кроющих крыла образуют темные и светлые крупные пятна. На лбу и перед глазом темные и светлые крупные пятна, между которыми проходит светлая сливочная полоса. Горло сливочное, зоб и брюхо серовато-охристые, с бурыми поперечными полосками, лучше выраженными на зобу и боках тела. Первостепенные маховые в основной части белые, в вершинной - бурые, на конце с мелкой охристой крапчатостью. Второстепенные маховые бурые, с охристым рисунком. Рулевые буровато-охристые с поперечными белыми полосами. В отличие от взрослых, у птенцов центральные рулевые довольно сильно удлиненны отчего хвост приобретает заостренную форму, напоминающую хвост молодых фазанов. Лапы розоватые, клюв черно-розовый. Вес взрослых: 1900-3300 гр.

## Ареал обитания
Обитает на лугах в субальпийских и альпийских поясах гор, ночевки проводит в скалах. Населяет горные хребты северной части Центральной Азии. Родом из Гималаев. Населяет верхний пояс альпийских склонов и субальпийских лугов с выходами скал, утесами по всему высокогорью Тянь-Шаня до окраин Южного Алтая; на высотах 900-1500 м в Джунгарском Алатау и 2500-3300 м в Заилийском Алатау. Кочевок не совершает. Гнездится отдельными парами.

## Размножение
Моногамны. Гнёзда делают на земле. Самец участвует в выводе потомства только частично. Половозрелыми птицы становятся только к концу второго года жизни, а первое лето проводят в небольших стайках около гнездящихся птиц. Гнездо располагается обычно на склонах южных экспозиций под прикрытием камня, кустика или же в скальной нише. Обычно гнездо открыто сверху, но большей частью над ним нависает либо каменный выступ, либо ветки кустарника. Выстилка скудная, из сухих стеблей и листьев, с небольшим количеством перьев самой наседки. Диаметр гнезда 30–32 см, диаметр лотка 23 см, его глубина около 8 см. Яйца крупные, с гладкой блестящей скорлупой, окрашены в серовато-желтоватый цвет с разбросанными по нему темно-коричневыми мелкими точками и пятнышками. Встречаются яйца почти без пятен. Масса свежих яиц варьируется от 70 до 89 грамм. Число яиц в кладке колеблется от 5 до 16, в большинстве случаев бывает 6–9 яиц. Откладка их происходит примерно через день после оплодотворения, насиживание длится около 30 дней. В высокогорьях насиживающая самка оставляет кладку, уходя на кормёжку обычно только в середине дня, когда становится достаточно тепло.

## Питание
Растительноядные. В летнем рационе преобладает свежая зелень многих (свыше 100 видов) растений — пырея, мятлика, типчака, астрагалов, клевера, купальниц, лютиков, а со второй половины лета семена злаков, бобовых, гречишных, луковицы крокусов; корневища различных растений. Осенью состав пищи тот же, но в рационе постепенно уменьшается доля зелёных частей растений. В питании птенцов гималайского улара, как и у других видов этого рода, примечательно полное отсутствие животной пищи в первые дни жизни. Позднее, в возрасте 7 дней и старше, они часто поедают отдельных жуков, преимущественно слоников, дождевых червей, но основой постоянно остаётся растительная пища. Основной же корм в первые дни жизни — нежные листочки различных бобовых растений. Только в редких случаях, при обилии некоторых видов насекомых, животный компонент суточного рациона может быть значительным.
Зимнее питание наименее изучено и известно только по содержимому нескольких зобов. Состоит преимущественно из кусочков деревянистых стеблей полыни, терескена, злака рисовидки, других злаков, а также почек, листьев и плодов этих же растений и небольшой примеси семян других, в частности бобовых.

## Образ жизни
Гималайский улар птица, ведущая исключительно наземный образ жизни. Всю свою жизнь улары проводят в условиях резко пересеченного рельефа, и способы передвижения у них достаточно специфичны. Перемещаясь вверх или поперёк склона, улар идёт пешком, делая довольно крупные шаги, причём с каждым шагом очередная лапа поднимается высоко вверх. Кормящаяся птица может идти и вниз по склону, но это бывает редко, и в таких случаях она движется диагонально. В тех же случаях, когда необходимо переместиться вниз на значительное расстояние, улар использует полёт. Сделав несколько шагов для разбега и оторвавшись от склона, он переходит на скользяще-планирующий полёт с потерей высоты и летит на неподвижно расставленных и слегка загнутых вниз крыльях. Улары отличаются очень большой осторожностью. Их окраска делает птиц малозаметными на фоне серых тонов камней и грунта.
При сильном покрытии растительности снегом откочёвывает до высот 1500—2000 м.

## Содержание в неволе
Улары почти не живут в зоопарках, птицы плохо приживаются в неволе. Продолжительность жизни сильно сокращается. Могут содержаться как в просторных клетках так и в вольерах.